# Avenue Sully-Prudhomme
Pour les articles homonymes, voir Prudhomme et Prud'homme.
L'avenue Sully-Prudhomme est une voie du 7e arrondissement de Paris, en France.

## Situation et accès
Orientée nord-sud, longue de 122 mètres, elle commence au 55, quai d’Orsay et se termine au 150, rue de l'Université.
Le quartier est principalement desservi par la ligne C du RER aux gares du Pont de l'Alma et des Invalides.

## Origine du nom

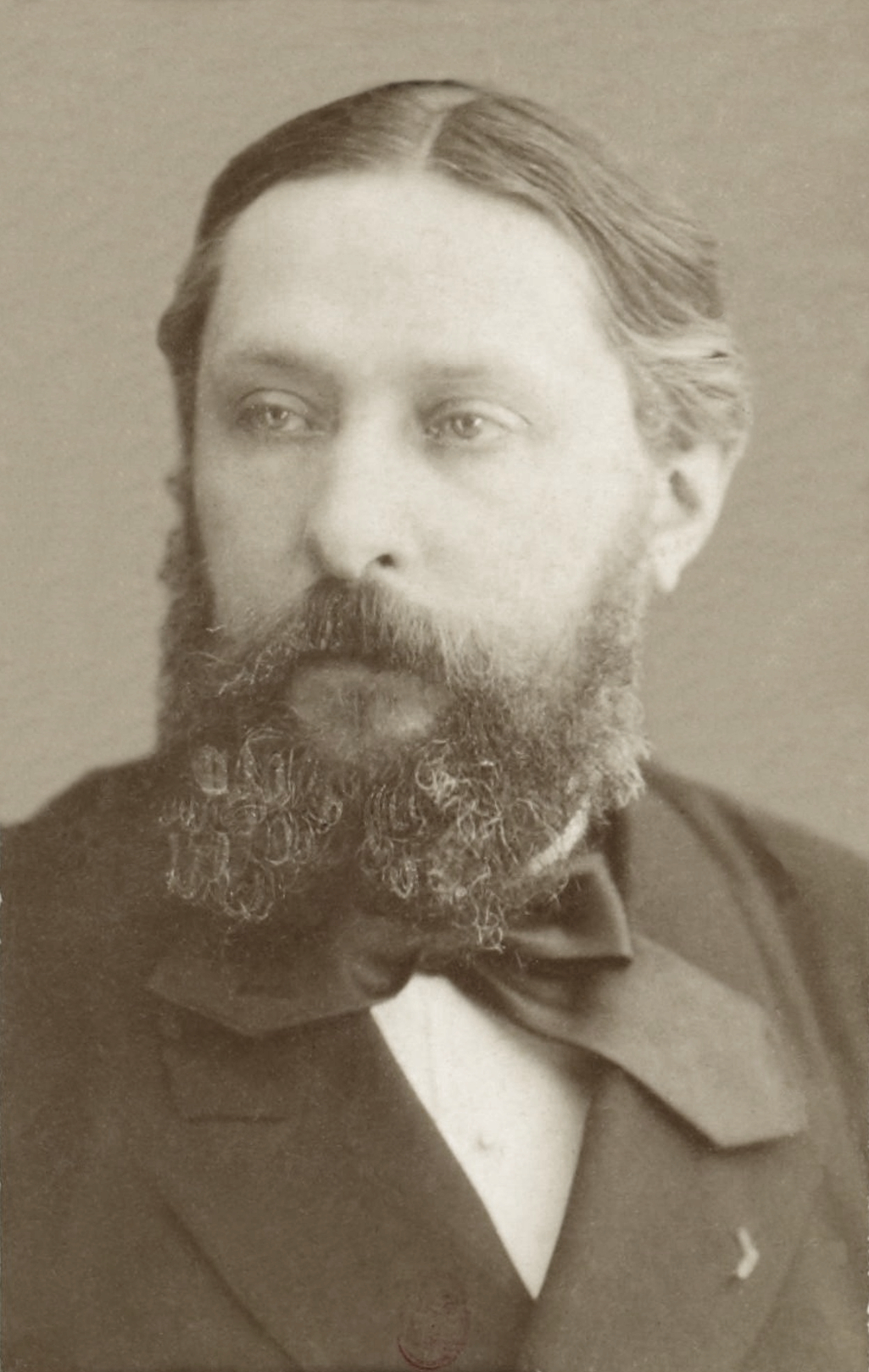
Sully Prudhomme dans les années 1880.

Elle tire son nom du poète Sully Prudhomme (1839-1907).

## Historique
Cette voie est ouverte en 1909 sur l'emplacement de l'ancienne manufacture des tabacs du Gros-Caillou.

## Bâtiments remarquables et lieux de mémoire
- No 5 (angle avenue Robert-Schuman) : hôtel néoclassique de 1913 conçu par l'architecte Pierre Leprince-Ringuet (1874-1954)[1].

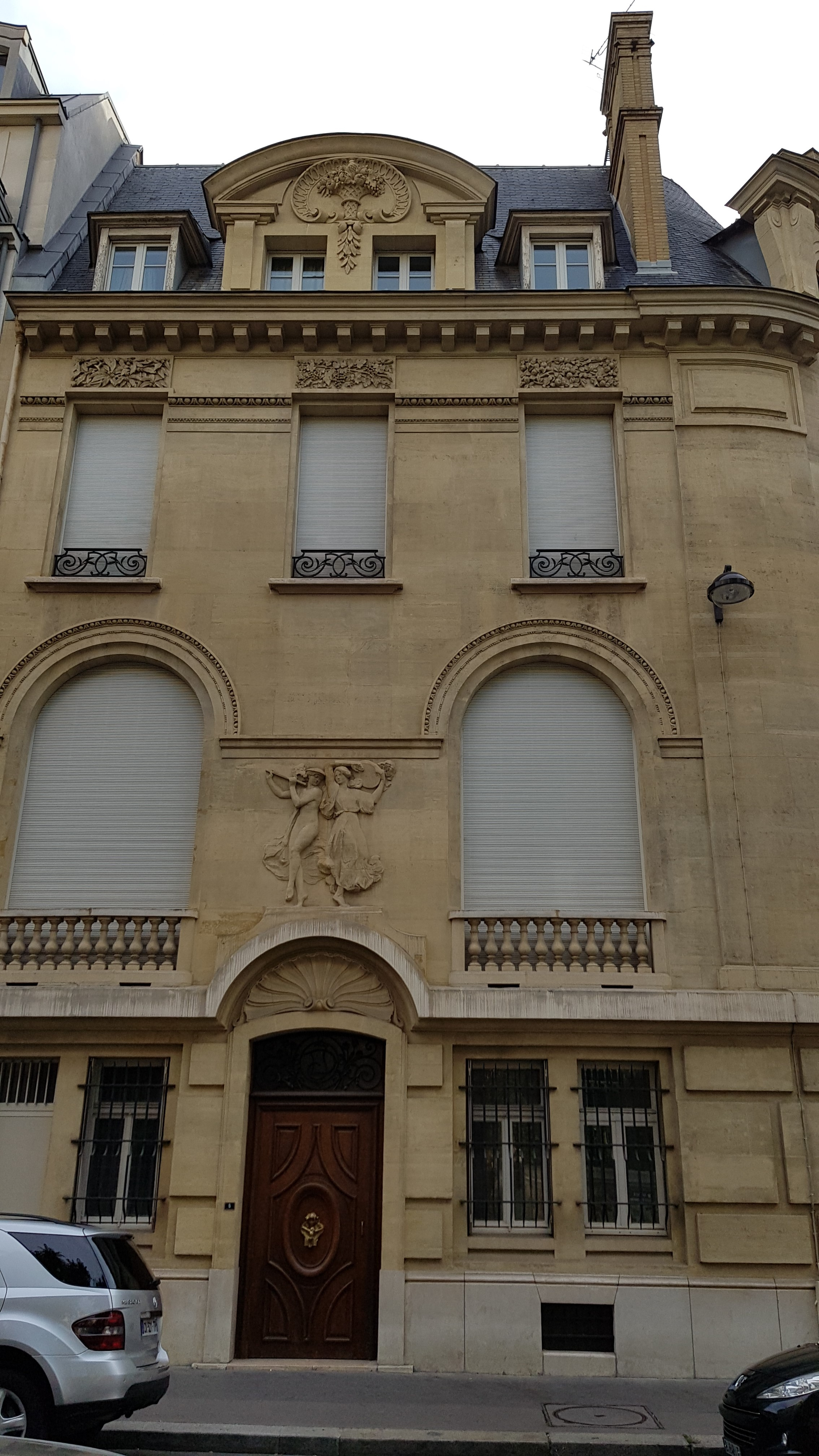
No 5.
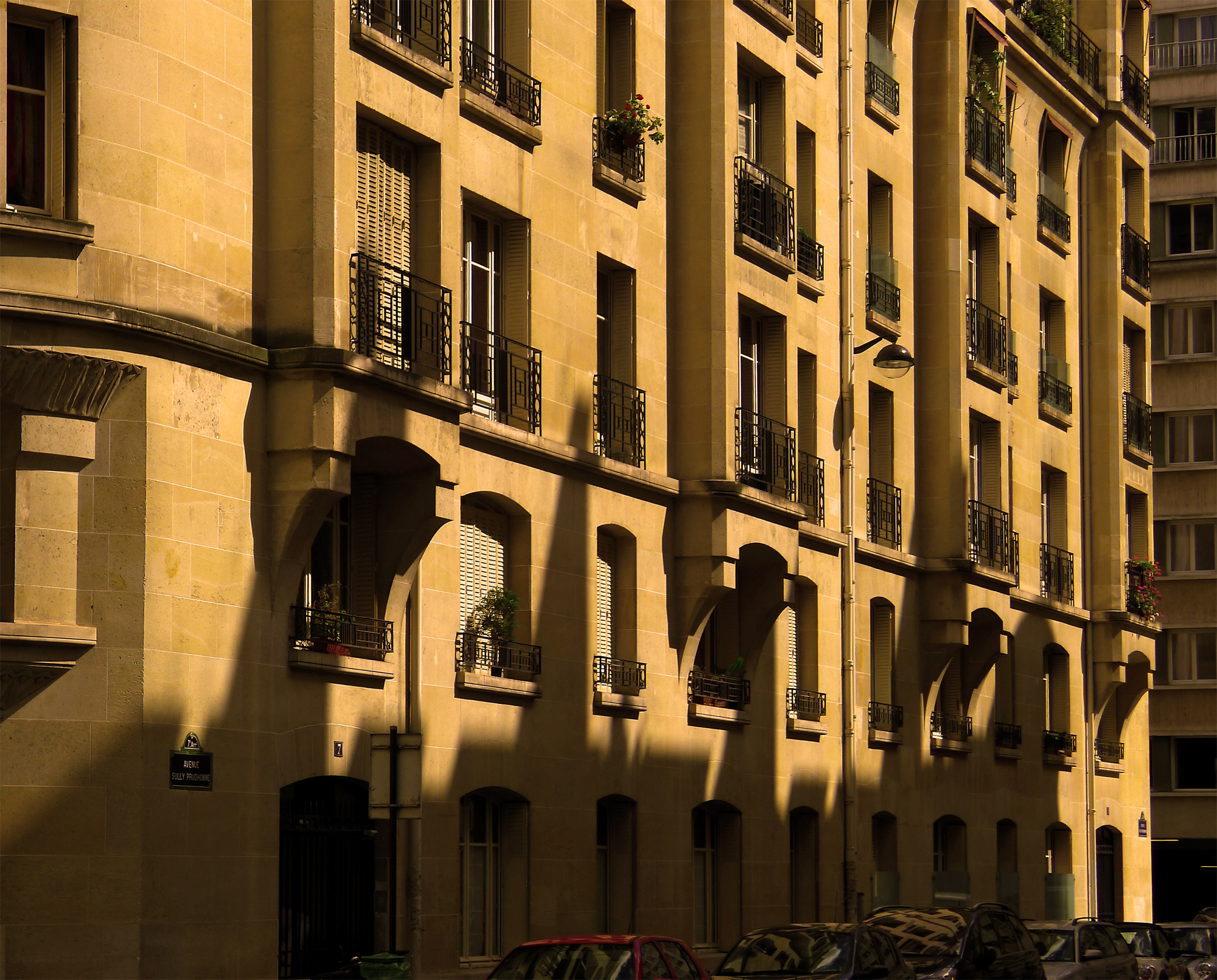
No 7.